# Schiphol Airport station
Schiphol Airport station är en underjordisk järnvägsstation som ligger under Amsterdam-Schiphols flygplats och som trafikeras av regionaltåg (sprinter) till bl.a. Amsterdam Centraal, Leiden, Haag och Utrecht. Dessutom går fjärrtåg (intercity) till övriga landet såsom Lelystad, Eindhoven, Enschede, Groningen, Leeuwarden och Rotterdam men även utrikes till Antwerpen, Bryssel och Paris. Stationen är den 5e största  i Nederländerna när det gäller antal passagerare.
Stationen hette t o m 12 dec 2015 Schiphol (utan tillägget Airport).
Stationen genomgår ombyggnad från och med våren 2023 och beräknas vara klar år 2026. Bland annat ska flyg- och tågtrafikanter skiljas åt bättre, rulltrapporna förbättras och breddas och stationen ska få spärrar vid ingångarna (som på de flesta stationer i Nederländerna). 

## Bilder

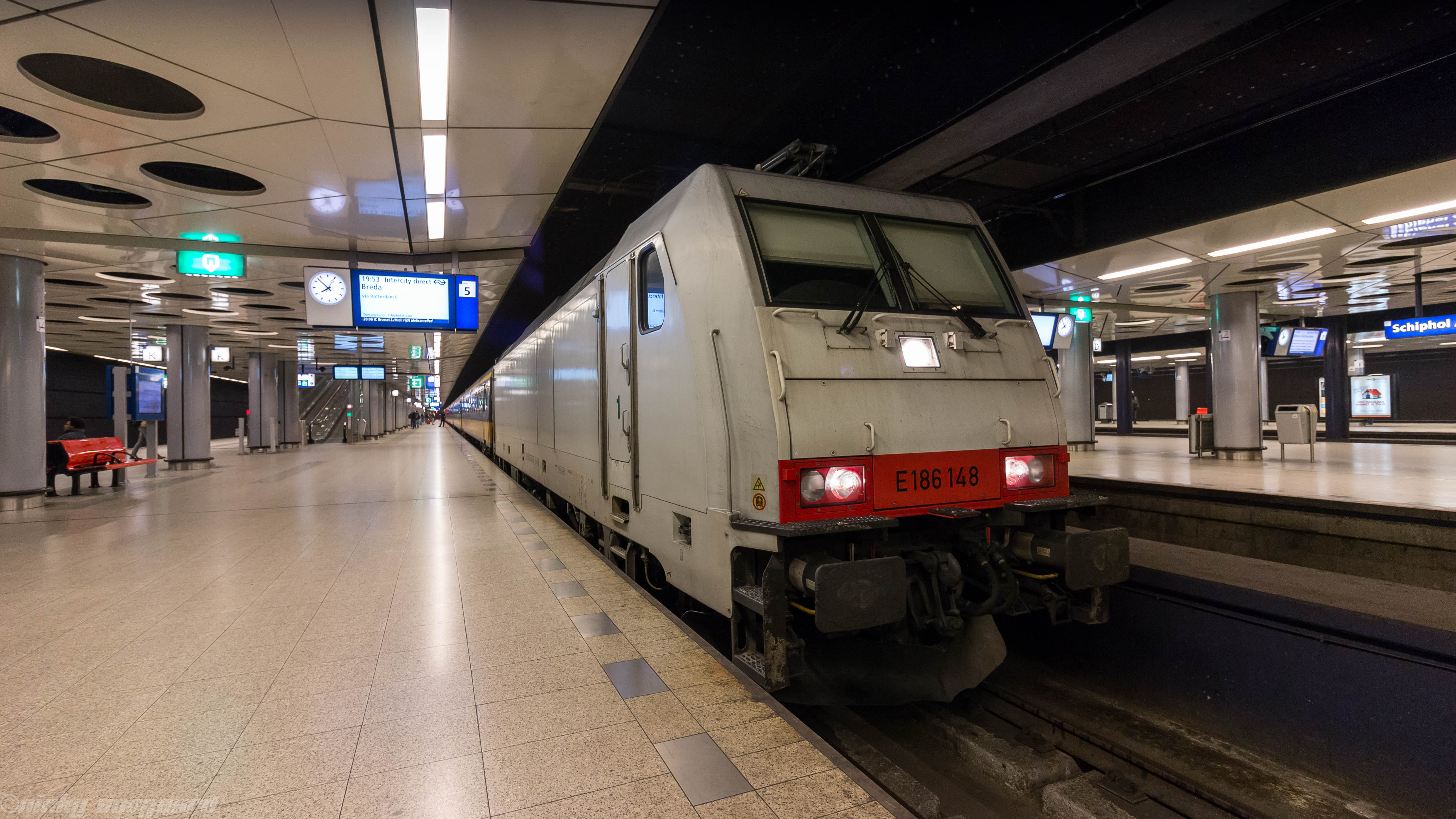
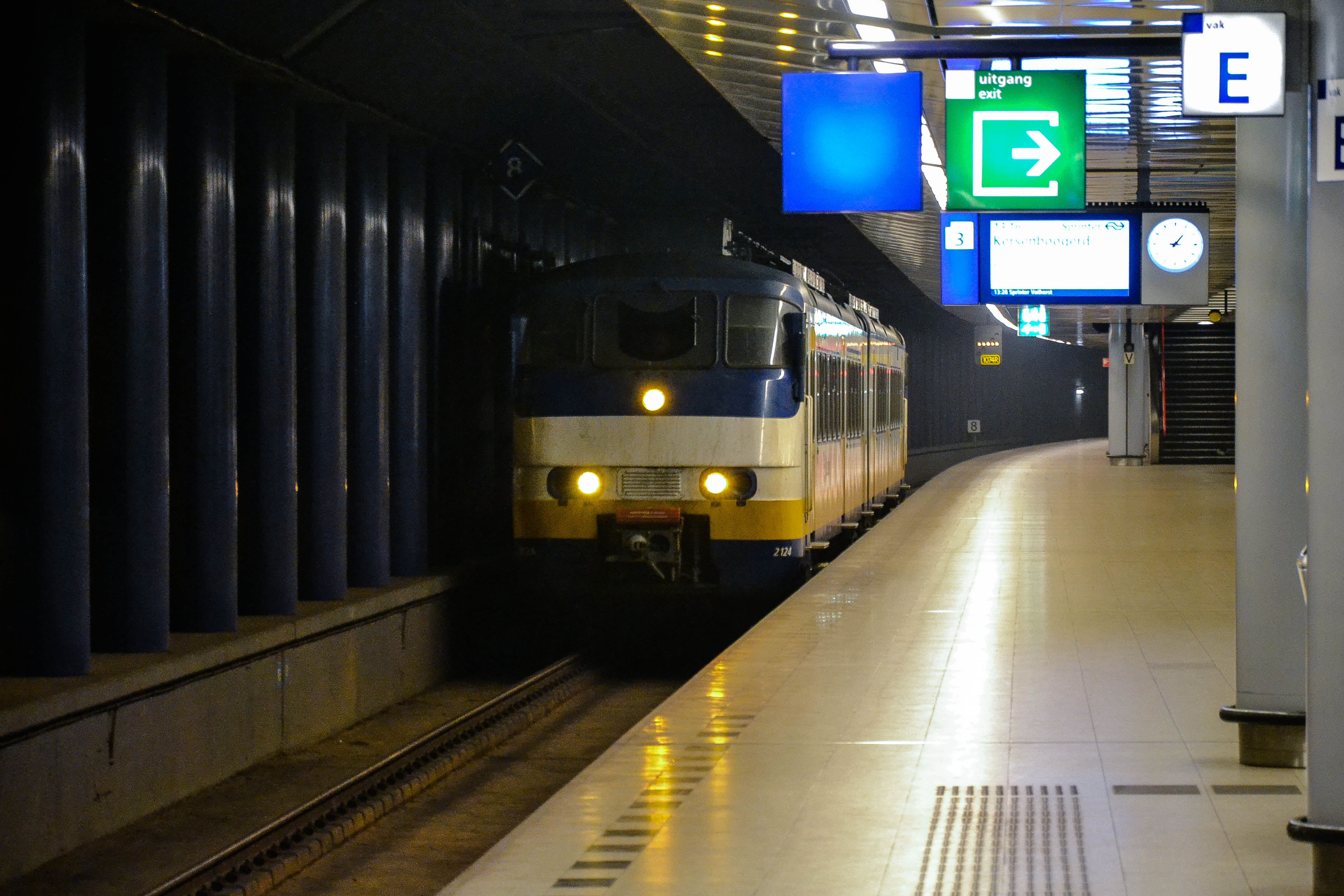